# Fesapo

Diagramme de Venn d'un syllogisme en Fesapo.

Fesapo (également appelé Fespamo dans la Logique de Port-Royal) est un terme de la logique aristotélicienne désignant un des cinq syllogismes de la quatrième figure des vingt-quatre modes. Il comprend une majeure de type E, une mineure de type A et une conclusion de type O, c'est-à-dire une majeure universelle négative, une mineure universelle affirmative et une conclusion particulière négative.
Un syllogisme en Fesapo consiste en une proposition de ce type : aucun P n'est M, or tout M est S, donc quelque S n'est pas P.
Il est nécessaire que M soit non vide.
Les quatre autres syllogisme de la quatrième figure sont Bamalip, Camenes, Dimatis et Fresison.

## Aucun riche n'est malheureux
Or tout riche est apaisé
Donc quelques apaisé ne sont pas malheureux
1. Aucun repas n'est gratuit ;
2. Tout ce qui est gratuit est désirable ;
3. Certaines choses désirables ne sont pas des repas.

1. « Nulle vertu n'est une qualité naturelle ;
2. Toute qualité naturelle a Dieu pour premier auteur ;
3. Donc il y a des qualités qui ont Dieu pour auteur, qui ne sont pas des vertus. »[1]